# Pieter Kluitman

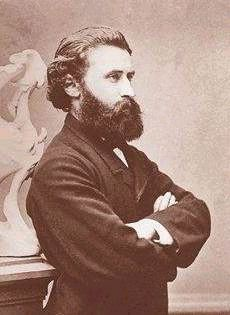
Uitgever Pieter Kluitman

Pieter Kluitman (Gouda, 9 januari 1838 - Alkmaar, 19 mei 1913) was een uitgever. Hij was de zoon van de geschiedschrijver Martinus Hendrik Kluitman (1808-1892), hoofdonderwijzer in Gouda. Op 20 april 1864 opende hij in Alkmaar een boekhandel, die later zou uitgroeien tot uitgeverij Kluitman. De kunstschilder en beeldhouwer Nel Kluitman (1906-1990) is zijn kleindochter.

In 1891 gaf Kluitman het boek "Uit het leven van Dik Trom" uit, geschreven door C.Joh. Kieviet. Later volgden de andere Dik Trom-delen en bekende series als Pietje Bell en De Kameleon. Kluitman stopte op 20 april 1904, precies 40 jaar na de opening van zijn boekwinkel, met werken en droeg het bedrijf over aan zijn zoons Willem-Karel en Hendrik Pieter.

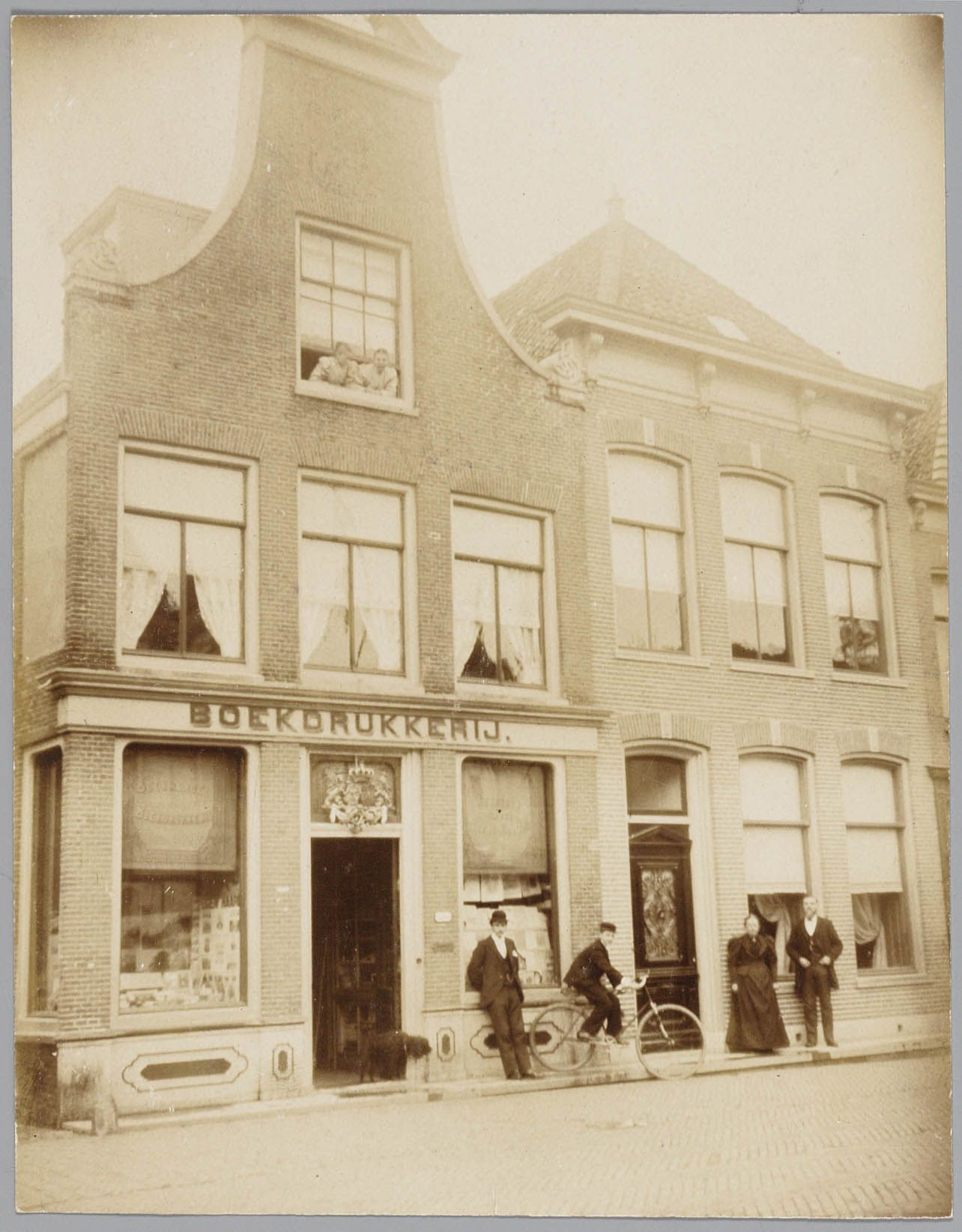
Boekdrukkerij Kluitman Alkmaar